# Kääntöjärvi
Kääntöjärvi är en by i Gällivare kommun i Norrbottens län. Byn är även känd under namnet Pahtapalo.
Kääntöjärvi har runt 9-10 bosatta året runt, under sommaren ökar denna siffra markant. I juni 2016 fanns det enligt Ratsit nio personer över 16 år registrerade med Kääntöjärvi som adress. Vid folkräkningen år 1890 fanns det 31 personer som var skrivna i byn Kääntöjärvi.
Orten ligger vid sjön Kääntöjärvi som har fina stränder och via Kääntöjoki avvattnas till Kalixälven.